# فیلان (کالیفرنیا)
فیلان (به انگلیسی: Phelan) یک منطقهٔ مسکونی در ایالات متحده آمریکا است که در شهرستان سن برناردینو، کالیفرنیا واقع شده‌است. فیلان ۱۵۵٫۶۵۱ کیلومتر مربع مساحت و ۱۴٬۳۰۴ نفر جمعیت دارد و ۱٬۲۱۷٫۰۸ متر بالاتر از سطح دریا واقع شده‌است.